# Frederik der Nederlanden (1797-1881)

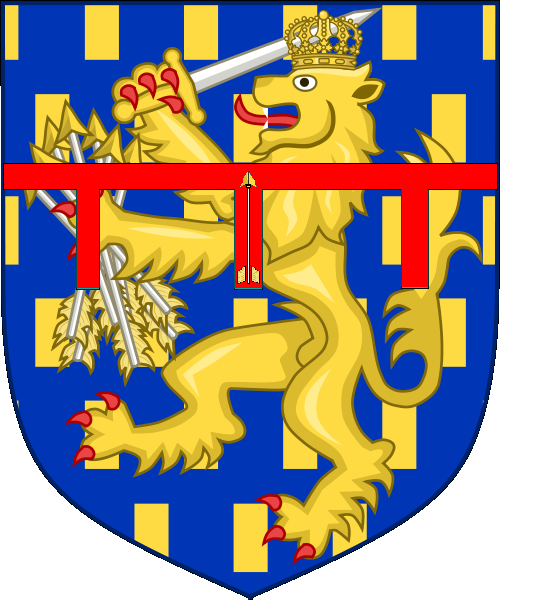
Wapen van Prins Frederik

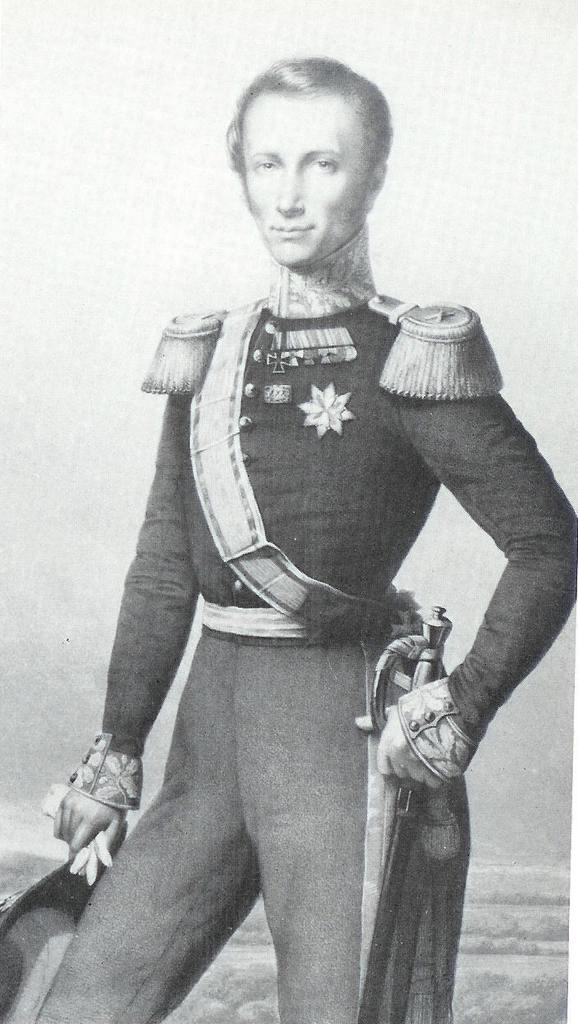
Een circa 45-jarige Frederik

Willem Frederik Karel (Frits), prins der Nederlanden, prins van Oranje-Nassau, (Berlijn, 28 februari 1797 – Wassenaar, Huize De Paauw, 8 september 1881) was de tweede zoon uit het huwelijk van koning Willem I der Nederlanden en Wilhelmina van Pruisen en daarmee de jongere broer van de latere koning Willem II.
Frederik was actief in het militaire en politieke leven van Nederland. Hij diende als commissaris-generaal van Oorlog en als opperdirecteur van Oorlog en Marine, waar hij het leger moderniseerde volgens het Pruisische model. Frederik leidde ook de Nederlandse troepen tijdens de Belgische Opstand in 1830. Daarnaast was hij een invloedrijke vrijmetselaar en grootmeester van de Orde der Vrijmetselaren. Na zijn actieve carrière trok hij zich terug op zijn landgoed en speelde een bemiddelende rol binnen de koninklijke familie.

## Biografie

### Jeugd
Prins Frederik werd in Berlijn geboren. Zijn ouders waren op dat moment door de patriotten uit Nederland verdreven. Hij groeide op aan het hof van zijn grootvader Frederik Willem II van Pruisen en ontving daar militair onderricht van de Pruisische generaal Carl von Clausewitz. In dienst van het Pruisische leger nam hij deel aan de Volkerenslag bij Leipzig (1813).
In december 1813 zette hij bij het Gelderse dorp Aalten voet op Nederlandse bodem. Hij sprak geen Nederlands. De prins had het moeilijk in Nederland. Hij had zich altijd thuis gevoeld aan het Pruisische hof en plotseling bevond hij zich in een land waarvan hij de gebruiken niet kende en de taal nog moest leren. Om zijn wat eenzijdige opleiding bij te spijkeren werd de prins als student naar de Rijksuniversiteit Leiden gestuurd. Hij ging met tegenzin, maar schreef zijn voormalige gouverneur: 'Ik behoor mijn plicht en niet mijn lust te volgen.'
Frederik had krachtens het Huisverdrag van 4 april 1815 recht op de Duitse bezittingen van het huis Oranje-Nassau op het moment dat zijn oudere broer Willem (II) koning zou worden. Omdat deze echter niet meer in bezit van de familie waren, zou hij groothertog van Luxemburg worden. Van dit recht deed hij in 1816 afstand in ruil voor domeinen en de titel prins der Nederlanden.

### Militaire carrière
Frederik nam in 1813 als zestienjarige deel aan de Volkerenslag bij Leipzig. Twee jaar later commandeerde hij tijdens de Waterloocampagne de reservedivisie die gelegerd was bij Halle. Door zijn vader, koning Willem I, werd hij daarna benoemd tot 'grand-maître de l'artillerie' en bezocht in die functie jaarlijks de vestingen in het Nederland en België. In 1826 benoemde koning Willem I hem tot commissaris-generaal (minister) van Oorlog. Prins Frederik moderniseerde in deze functie het leger naar Pruisisch model. Hij richtte de Koninklijke Militaire Academie in Breda op en rustte het leger uit met moderne wapens, zoals de houwitser. Hij vervulde diverse functies in het leger en werd in 1829 tevens admiraal. Op 25 december 1829 bevorderde koning Willem I hem tot opperdirecteur van zowel Oorlog als Marine, wat gezien kan worden als een soort opperminister. In die functie werd hij bijgestaan door de twee commissarissen-generaal, een op Oorlog Dominique Jacques de Eerens en een op Marine Constantijn Johan Wolterbeek. Deze functie bekleedde Prins Frederik tot 9 juli 1839. Tijdens de regeerperiode van zijn broer Koning Willem II had Frederik geen functie in het landsbestuur.
Frederik was van 1816 tot 1881 tevens regimentschef van het naar hem genoemde Pruisische 15. "Infanterieregiment Prinz Friedrich der Niederlande".
In 1830 leidde prins Frederik, nadat zijn broer, de latere koning Willem II, er niet in geslaagd was door onderhandelingen tot een vergelijk te komen, de troepen die in Brussel trachtten de Belgische Opstand te bedwingen. Op 18 augustus 1831 kreeg prins Frederik mede hiervoor het grootkruis in de Militaire Willems-Orde.
In 1849 werd er opnieuw een beroep op hem gedaan, dit keer door zijn neef koning Willem III. Deze benoemde hem op 8 april 1849  tot inspecteur-generaal der Krijgsmacht. Hij bleef dat bijna twintig jaar. In 1868 diende hij zijn ontslag in, omdat hij geen steun kreeg van de minister van Oorlog en verbeteringen in het leger achterbleven.

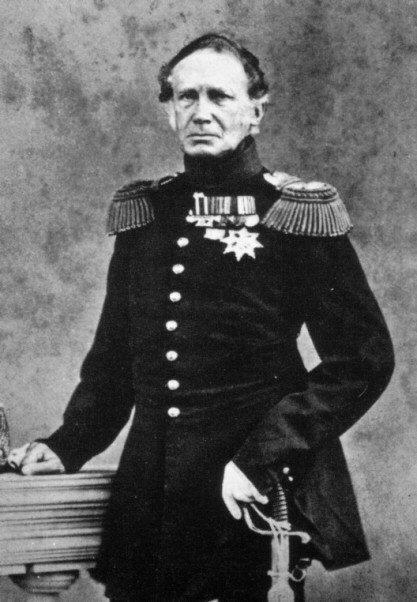
Prins Frederik omstreeks 1865

### Maatschappij van Weldadigheid
Frederik was vanuit zijn vrijmetselaarschap zeer begaan met de armoede in de maatschappij. Op 21 oktober 1821 installeerde hij daarom in zijn werkpaleis in Brussel als 'Stichter en eeuwig President van de Societé de Bienfaisance pour les Provinces Méridionales du Royaume', de Commissie van Weldadigheid, belast met de algemene leiding betreffende de zaken van de Societé. Het was de Zuidelijke evenknie van de Maatschappij van Weldadigheid die in 1818 was opgericht in Den Haag onder goedkeuring van Koning Willem I, met als doel de behoeftigen te helpen door landbouwkoloniën te vestigen op onbebouwde terreinen. Terwijl Generaal Johannes van den Bosch een proefkolonie stichtte in Frederiksoord, richtte Frederik zich op de arme heidevelden bij het kasteel bij Hoogstraten, zuidelijk van Breda waar hij bij Wortel een vrije kolonie stichtte met 129 boerderijtjes (naar voorbeeld van Frederiksoord) en bij Rijkevorsel- Merxplas het 'Depot des mendiants', een carrévormig gebouw naar voorbeeld van de strafkolonie Ommerschans voor 1000 bedelaars via een contract met de provincie Antwerpen. De broer van Johannes van den Bosch, Kapitein Benjamin van den Bosch, werd er in 1821 de eerste directeur na dat van 1818 tot 1821 in Frederiksoord te zijn geweest. Het werd een roerige tijd, mede door de Belgische opstand in 1830 en de gevolgen daarvan. Benjamin vertrok als militair spoorslags naar Breda. Het experiment duurde tot 1842 toen door gebrek aan draagvlak en uit geldgebrek alle kolonisten vertrokken waren en de terreinen werden verkocht. Tegenwoordig zijn zowel Frederiksoord en Veenhuizen als de Wortelkolonie samen UNESCO werelderfgoed.

### Huwelijk en gezin
Prins Frederik trad op 21 mei 1825 in Berlijn in het huwelijk met zijn nicht prinses Louise van Pruisen. Net als zijn vader en grootvader trouwde hij dus met een Pruisische prinses, en net als zijn vader met zijn nicht. Uit dit huwelijk werden vier kinderen geboren:
- Louise (1828-1871), getrouwd met koning Karel XV van Zweden
- Willem (1833-1834)
- Frederik (1836-1846)
- Marie (1841-1910), getrouwd met prins Wilhelm van Wied.

Door zijn dochter Louise, koningin van Zweden, was prins Frederik grootvader van koningin Louise van Denemarken en overgrootvader van koning Christiaan X van Denemarken en koning Haakon VII van Noorwegen. Beide achterkleinkinderen maakte hij ook nog een tijdlang mee.

### Griekse troon
In 1829, 1830 en 1831 werd Frederik drie keer de Griekse troon aangeboden, maar hij bedankte alle malen voor de eer. Dat deed hij onder meer omdat de Verenigde Nederlanden toen een crisis doormaakten waarvan hij vond dat hij dat grondgebied niet kon verlaten. Hij wilde bovendien geen koning worden van een land waarvan de taal en de cultuur hem vreemd waren, en van een land waarin hij geen enkele toekomst zag. De troon van Griekenland werd nog in 1830 aangeboden aan Leopold van Saksen-Coburg en Gotha, die ook bedankte en in 1830 de Belgische troon zou aanvaarden, en tot slot aan de 17-jarige prins Otto van Beieren die dat aanbod wel aanvaardde.

### Latere leven

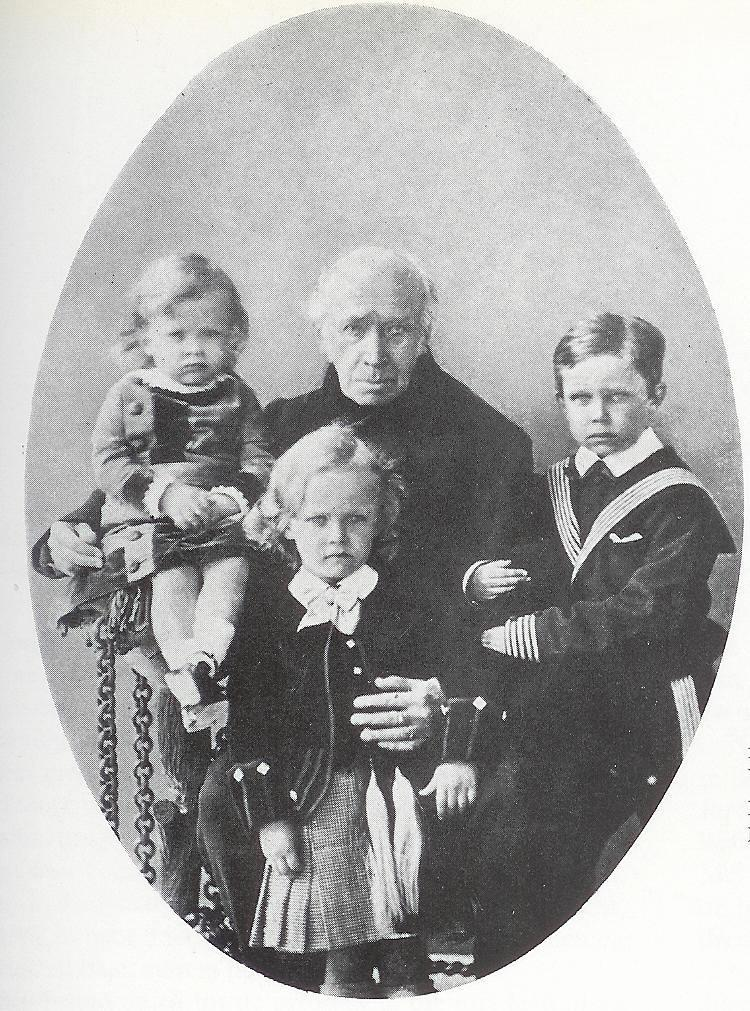
Frederik met drie kleinzoons; omstreeks 1879. V.l.n.r. Viktor, Wilhelm, Frederik zelf, en Friedrich. Zij zijn de zonen van prinses Marie.

Na de troonsafstand van zijn vader in 1840 trok Frederik zich grotendeels uit het openbare leven terug op zijn landgoed te Wassenaar waar hij Huize De Paauw bewoonde. Frederik heeft in de familie Oranje een grote rol als verzoener gespeeld. Hij hield contact met zijn vader toen deze zijn omstreden huwelijk met Henriëtte d'Oultremont de Wégimont doorzette. Na het overlijden van zijn vader in 1843 bleef Frederik de weduwe ondersteunen. In 1846 kocht hij park en slot Fürst-Pückler-Park Bad Muskau van Hermann von Pückler-Muskau. Frederik wikkelde de zwaar met schulden belaste nalatenschap van zijn broer Willem II af. Hij bemiddelde in het later door een echtscheiding ontbonden huwelijk van zijn zuster Marianne. Hij was tevens steun en toeverlaat van koningin Sophie, de vrouw van zijn neef Willem III. Hij regelde een scheiding van tafel en bed voor Willem III en koningin Sophie die een slecht huwelijk hadden, deze scheiding werd voor de buitenwereld verborgen gehouden. Na het overlijden van zijn achterneef Willem in 1879 nam prins Frederik het rouwbeklag van de ministers in ontvangst. Niemand anders van de koninklijke familie wilde dat doen. Ook was hij een grote steun voor deze kroonprins Willem en diens broer Alexander omdat hij het goed kon vinden met hun moeder.
Frederik verscheen voor het laatst in het openbaar bij de doop van zijn achternicht Wilhelmina op 12 oktober 1880. Hij overleed in september 1881, 84 jaar oud. Toen was hij de langstlevende Oranje ooit. Dit record werd pas verbroken door koningin Juliana die uiteindelijk overleed op 94-jarige leeftijd. Zijn stoffelijk overschot werd op 23 september bijgezet in de grafkelder van de Oranjes in de Nieuwe Kerk te Delft.

### Vrijmetselarij

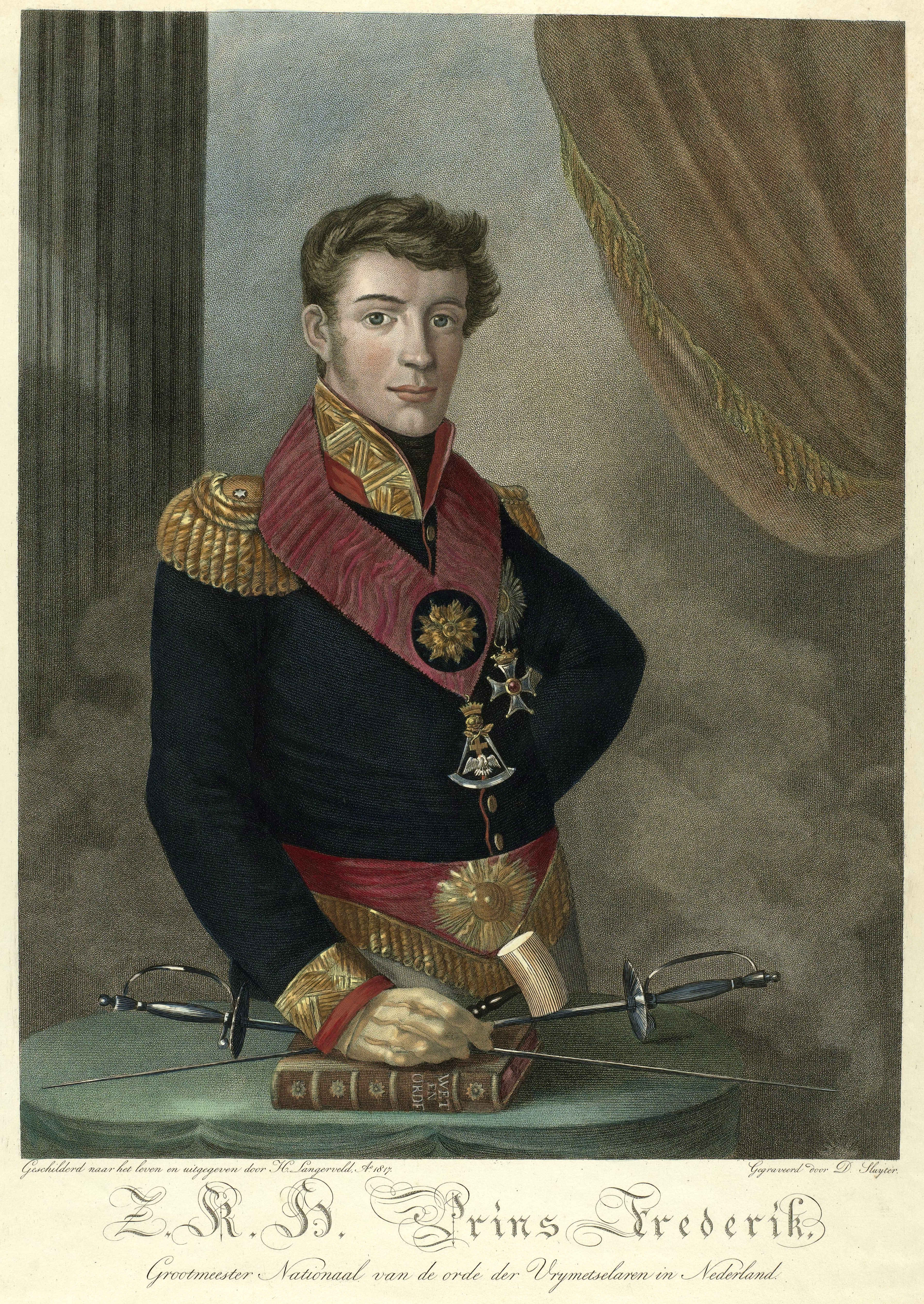
Prins Frederik als grootmeester nationaal van de Orde der Vrijmetselaren in Nederland

Prins Frederik werd in 1816 grootmeester van de Orde van Vrijmetselaren onder het Grootoosten der Nederlanden. Hij zou die functie tot aan zijn dood, 65 jaar lang, bekleden. Hij heeft een sterke invloed gehad op de vrijmetselarij in die tijd en neigde ertoe deze meer in te willen zetten voor maatschappelijke doelen. 
Naast grootmeester van de Orde van Vrijmetselaren onder het Grootoosten der Nederlanden was prins Frederik grootmeester van de Orde van Vrijmetselaren onder het Hoofdkapittel der Hoge Graden in Nederland. Hij bleef maar enkele jaren in deze functie aan, want vanwege het christelijke karakter verafschuwde hij de Orde. Doordat er te veel nadruk op het christendom zou liggen, werd het karakter van de Vrijmetselarij als vrijplaats voor alle gelovigen aangetast, aldus Prins Frederik.. Uiteindelijk stelde hij zich op het standpunt dat het beter was een einde te maken aan de vele vervolgpaden, doch zover is het nooit gekomen.
Prins Frederik schonk de Orde een stadspaleis aan de Fluwelen Burgwal in Den Haag, dat verbouwd werd tot Ordegebouw. De Louisa Stichting, onderdeel van de Orde van Vrijmetselaren onder het Grootoosten der Nederlanden, is genoemd naar de vrouw van Frederik.

### Functies in landsbestuur
- Commissaris-generaal van Oorlog van 1826 tot 1829
- Opperdirecteur van Oorlog en Marine van 1829 tot 1839
- Inspecteur-Generaal der Krijgsmacht van 1849 tot 1868

## Kwartierstaat
| Willem IV van Oranje-Nassau (1711-1751) | Willem IV van Oranje-Nassau (1711-1751) | Willem IV van Oranje-Nassau (1711-1751) | Willem IV van Oranje-Nassau (1711-1751) | Willem IV van Oranje-Nassau (1711-1751) | Willem IV van Oranje-Nassau (1711-1751) | Anna van Hannover (1709-1759)          | Anna van Hannover (1709-1759)          | Anna van Hannover (1709-1759)          | Anna van Hannover (1709-1759)          | Anna van Hannover (1709-1759)        | Anna van Hannover (1709-1759)        |                                       |                                       | August Willem van Pruisen (1722—1758) | August Willem van Pruisen (1722—1758) | August Willem van Pruisen (1722—1758) | August Willem van Pruisen (1722—1758) | August Willem van Pruisen (1722—1758) | August Willem van Pruisen (1722—1758) | Amalia van Brunswijk-Wolfenbüttel (1722-1780) | Amalia van Brunswijk-Wolfenbüttel (1722-1780) | Amalia van Brunswijk-Wolfenbüttel (1722-1780) | Amalia van Brunswijk-Wolfenbüttel (1722-1780) | Amalia van Brunswijk-Wolfenbüttel (1722-1780) | Amalia van Brunswijk-Wolfenbüttel (1722-1780) |  |  | August Willem van Pruisen (1722—1758) | August Willem van Pruisen (1722—1758) | August Willem van Pruisen (1722—1758) | August Willem van Pruisen (1722—1758) | August Willem van Pruisen (1722—1758)      | August Willem van Pruisen (1722—1758)      | Amalia van Brunswijk-Wolfenbüttel (1722-1780) | Amalia van Brunswijk-Wolfenbüttel (1722-1780) | Amalia van Brunswijk-Wolfenbüttel (1722-1780) | Amalia van Brunswijk-Wolfenbüttel (1722-1780) | Amalia van Brunswijk-Wolfenbüttel (1722-1780) | Amalia van Brunswijk-Wolfenbüttel (1722-1780) |                                        |                                        | Lodewijk IX van Hessen-Darmstadt (1719–1790) | Lodewijk IX van Hessen-Darmstadt (1719–1790) | Lodewijk IX van Hessen-Darmstadt (1719–1790) | Lodewijk IX van Hessen-Darmstadt (1719–1790) | Lodewijk IX van Hessen-Darmstadt (1719–1790) | Lodewijk IX van Hessen-Darmstadt (1719–1790) | Henriëtte Caroline van Palts-Zweibrücken (1721-1774) | Henriëtte Caroline van Palts-Zweibrücken (1721-1774) | Henriëtte Caroline van Palts-Zweibrücken (1721-1774) | Henriëtte Caroline van Palts-Zweibrücken (1721-1774) | Henriëtte Caroline van Palts-Zweibrücken (1721-1774) | Henriëtte Caroline van Palts-Zweibrücken (1721-1774) |  |  |  |  |  |  |  |  |  |  |  |  |  |  |  |  |  |  |  |  |  |  |  |  |  |  |  |  |  |  |  |  |  |  |  |  |  |  |  |  |  |  |  |  |  |  |  |  |
| Willem IV van Oranje-Nassau (1711-1751) | Willem IV van Oranje-Nassau (1711-1751) | Willem IV van Oranje-Nassau (1711-1751) | Willem IV van Oranje-Nassau (1711-1751) | Willem IV van Oranje-Nassau (1711-1751) | Willem IV van Oranje-Nassau (1711-1751) | Anna van Hannover (1709-1759)          | Anna van Hannover (1709-1759)          | Anna van Hannover (1709-1759)          | Anna van Hannover (1709-1759)          | Anna van Hannover (1709-1759)        | Anna van Hannover (1709-1759)        |                                       |                                       | August Willem van Pruisen (1722—1758) | August Willem van Pruisen (1722—1758) | August Willem van Pruisen (1722—1758) | August Willem van Pruisen (1722—1758) | August Willem van Pruisen (1722—1758) | August Willem van Pruisen (1722—1758) | Amalia van Brunswijk-Wolfenbüttel (1722-1780) | Amalia van Brunswijk-Wolfenbüttel (1722-1780) | Amalia van Brunswijk-Wolfenbüttel (1722-1780) | Amalia van Brunswijk-Wolfenbüttel (1722-1780) | Amalia van Brunswijk-Wolfenbüttel (1722-1780) | Amalia van Brunswijk-Wolfenbüttel (1722-1780) |  |  | August Willem van Pruisen (1722—1758) | August Willem van Pruisen (1722—1758) | August Willem van Pruisen (1722—1758) | August Willem van Pruisen (1722—1758) | August Willem van Pruisen (1722—1758)      | August Willem van Pruisen (1722—1758)      | Amalia van Brunswijk-Wolfenbüttel (1722-1780) | Amalia van Brunswijk-Wolfenbüttel (1722-1780) | Amalia van Brunswijk-Wolfenbüttel (1722-1780) | Amalia van Brunswijk-Wolfenbüttel (1722-1780) | Amalia van Brunswijk-Wolfenbüttel (1722-1780) | Amalia van Brunswijk-Wolfenbüttel (1722-1780) |                                        |                                        | Lodewijk IX van Hessen-Darmstadt (1719–1790) | Lodewijk IX van Hessen-Darmstadt (1719–1790) | Lodewijk IX van Hessen-Darmstadt (1719–1790) | Lodewijk IX van Hessen-Darmstadt (1719–1790) | Lodewijk IX van Hessen-Darmstadt (1719–1790) | Lodewijk IX van Hessen-Darmstadt (1719–1790) | Henriëtte Caroline van Palts-Zweibrücken (1721-1774) | Henriëtte Caroline van Palts-Zweibrücken (1721-1774) | Henriëtte Caroline van Palts-Zweibrücken (1721-1774) | Henriëtte Caroline van Palts-Zweibrücken (1721-1774) | Henriëtte Caroline van Palts-Zweibrücken (1721-1774) | Henriëtte Caroline van Palts-Zweibrücken (1721-1774) |  |  |  |  |  |  |  |  |  |  |  |  |  |  |  |  |  |  |  |  |  |  |  |  |  |  |  |  |  |  |  |  |  |  |  |  |  |  |  |  |  |  |  |  |  |  |  |  |
|                                         |                                         |                                         |                                         |                                         |                                         |                                        |                                        |                                        |                                        |                                      |                                      |                                       |                                       |                                       |                                       |                                       |                                       |                                       |                                       |                                               |                                               |                                               |                                               |                                               |                                               |  |  |                                       |                                       |                                       |                                       |                                            |                                            |                                               |                                               |                                               |                                               |                                               |                                               |                                        |                                        |                                              |                                              |                                              |                                              |                                              |                                              |                                                      |                                                      |                                                      |                                                      |                                                      |                                                      |  |  |  |  |  |  |  |  |  |  |  |  |  |  |  |  |  |  |  |  |  |  |  |  |  |  |  |  |  |  |  |  |  |  |  |  |  |  |  |  |  |  |  |  |  |  |  |  |
|                                         |                                         |                                         |                                         | Willem V van Oranje-Nassau (1748–1806)  | Willem V van Oranje-Nassau (1748–1806)  | Willem V van Oranje-Nassau (1748–1806) | Willem V van Oranje-Nassau (1748–1806) | Willem V van Oranje-Nassau (1748–1806) | Willem V van Oranje-Nassau (1748–1806) |                                      |                                      |                                       |                                       |                                       |                                       | Wilhelmina van Pruisen (1751-1820)    | Wilhelmina van Pruisen (1751-1820)    | Wilhelmina van Pruisen (1751-1820)    | Wilhelmina van Pruisen (1751-1820)    | Wilhelmina van Pruisen (1751-1820)            | Wilhelmina van Pruisen (1751-1820)            |                                               |                                               |                                               |                                               |  |  |                                       |                                       |                                       |                                       | Frederik Willem II van Pruisen (1744-1797) | Frederik Willem II van Pruisen (1744-1797) | Frederik Willem II van Pruisen (1744-1797)    | Frederik Willem II van Pruisen (1744-1797)    | Frederik Willem II van Pruisen (1744-1797)    | Frederik Willem II van Pruisen (1744-1797)    |                                               |                                               |                                        |                                        |                                              |                                              | Frederika van Hessen-Darmstadt (1751-1805)   | Frederika van Hessen-Darmstadt (1751-1805)   | Frederika van Hessen-Darmstadt (1751-1805)   | Frederika van Hessen-Darmstadt (1751-1805)   | Frederika van Hessen-Darmstadt (1751-1805)           | Frederika van Hessen-Darmstadt (1751-1805)           |                                                      |                                                      |                                                      |                                                      |  |  |  |  |  |  |  |  |  |  |  |  |  |  |  |  |  |  |  |  |  |  |  |  |  |  |  |  |  |  |  |  |  |  |  |  |  |  |  |  |  |  |  |  |  |  |  |  |
|                                         |                                         |                                         |                                         | Willem V van Oranje-Nassau (1748–1806)  | Willem V van Oranje-Nassau (1748–1806)  | Willem V van Oranje-Nassau (1748–1806) | Willem V van Oranje-Nassau (1748–1806) | Willem V van Oranje-Nassau (1748–1806) | Willem V van Oranje-Nassau (1748–1806) |                                      |                                      |                                       |                                       |                                       |                                       | Wilhelmina van Pruisen (1751-1820)    | Wilhelmina van Pruisen (1751-1820)    | Wilhelmina van Pruisen (1751-1820)    | Wilhelmina van Pruisen (1751-1820)    | Wilhelmina van Pruisen (1751-1820)            | Wilhelmina van Pruisen (1751-1820)            |                                               |                                               |                                               |                                               |  |  |                                       |                                       |                                       |                                       | Frederik Willem II van Pruisen (1744-1797) | Frederik Willem II van Pruisen (1744-1797) | Frederik Willem II van Pruisen (1744-1797)    | Frederik Willem II van Pruisen (1744-1797)    | Frederik Willem II van Pruisen (1744-1797)    | Frederik Willem II van Pruisen (1744-1797)    |                                               |                                               |                                        |                                        |                                              |                                              | Frederika van Hessen-Darmstadt (1751-1805)   | Frederika van Hessen-Darmstadt (1751-1805)   | Frederika van Hessen-Darmstadt (1751-1805)   | Frederika van Hessen-Darmstadt (1751-1805)   | Frederika van Hessen-Darmstadt (1751-1805)           | Frederika van Hessen-Darmstadt (1751-1805)           |                                                      |                                                      |                                                      |                                                      |  |  |  |  |  |  |  |  |  |  |  |  |  |  |  |  |  |  |  |  |  |  |  |  |  |  |  |  |  |  |  |  |  |  |  |  |  |  |  |  |  |  |  |  |  |  |  |  |
|                                         |                                         |                                         |                                         |                                         |                                         |                                        |                                        |                                        |                                        | Willem I der Nederlanden (1772–1843) | Willem I der Nederlanden (1772–1843) | Willem I der Nederlanden (1772–1843)  | Willem I der Nederlanden (1772–1843)  | Willem I der Nederlanden (1772–1843)  | Willem I der Nederlanden (1772–1843)  |                                       |                                       |                                       |                                       |                                               |                                               |                                               |                                               |                                               |                                               |  |  |                                       |                                       |                                       |                                       |                                            |                                            |                                               |                                               |                                               |                                               | Wilhelmina van Pruisen (1774-1837)            | Wilhelmina van Pruisen (1774-1837)            | Wilhelmina van Pruisen (1774-1837)     | Wilhelmina van Pruisen (1774-1837)     | Wilhelmina van Pruisen (1774-1837)           | Wilhelmina van Pruisen (1774-1837)           |                                              |                                              |                                              |                                              |                                                      |                                                      |                                                      |                                                      |                                                      |                                                      |  |  |  |  |  |  |  |  |  |  |  |  |  |  |  |  |  |  |  |  |  |  |  |  |  |  |  |  |  |  |  |  |  |  |  |  |  |  |  |  |  |  |  |  |  |  |  |  |
|                                         |                                         |                                         |                                         |                                         |                                         |                                        |                                        |                                        |                                        | Willem I der Nederlanden (1772–1843) | Willem I der Nederlanden (1772–1843) | Willem I der Nederlanden (1772–1843)  | Willem I der Nederlanden (1772–1843)  | Willem I der Nederlanden (1772–1843)  | Willem I der Nederlanden (1772–1843)  |                                       |                                       |                                       |                                       |                                               |                                               |                                               |                                               |                                               |                                               |  |  |                                       |                                       |                                       |                                       |                                            |                                            |                                               |                                               |                                               |                                               | Wilhelmina van Pruisen (1774-1837)            | Wilhelmina van Pruisen (1774-1837)            | Wilhelmina van Pruisen (1774-1837)     | Wilhelmina van Pruisen (1774-1837)     | Wilhelmina van Pruisen (1774-1837)           | Wilhelmina van Pruisen (1774-1837)           |                                              |                                              |                                              |                                              |                                                      |                                                      |                                                      |                                                      |                                                      |                                                      |  |  |  |  |  |  |  |  |  |  |  |  |  |  |  |  |  |  |  |  |  |  |  |  |  |  |  |  |  |  |  |  |  |  |  |  |  |  |  |  |  |  |  |  |  |  |  |  |
|                                         |                                         |                                         |                                         |                                         |                                         |                                        |                                        |                                        |                                        |                                      |                                      |                                       |                                       |                                       |                                       |                                       |                                       |                                       |                                       |                                               |                                               |                                               |                                               |                                               |                                               |  |  |                                       |                                       |                                       |                                       |                                            |                                            |                                               |                                               |                                               |                                               |                                               |                                               |                                        |                                        |                                              |                                              |                                              |                                              |                                              |                                              |                                                      |                                                      |                                                      |                                                      |                                                      |                                                      |  |  |  |  |  |  |  |  |  |  |  |  |  |  |  |  |  |  |  |  |  |  |  |  |  |  |  |  |  |  |  |  |  |  |  |  |  |  |  |  |  |  |  |  |  |  |  |  |
|                                         |                                         |                                         |                                         |                                         |                                         |                                        |                                        |                                        |                                        |                                      |                                      |                                       |                                       |                                       |                                       |                                       |                                       |                                       |                                       |                                               |                                               |                                               |                                               |                                               |                                               |  |  |                                       |                                       |                                       |                                       |                                            |                                            |                                               |                                               |                                               |                                               |                                               |                                               |                                        |                                        |                                              |                                              |                                              |                                              |                                              |                                              |                                                      |                                                      |                                                      |                                                      |                                                      |                                                      |  |  |  |  |  |  |  |  |  |  |  |  |  |  |  |  |  |  |  |  |  |  |  |  |  |  |  |  |  |  |  |  |  |  |  |  |  |  |  |  |  |  |  |  |  |  |  |  |
|                                         |                                         |                                         |                                         |                                         |                                         |                                        |                                        |                                        |                                        |                                      |                                      | Willem II der Nederlanden (1792-1849) | Willem II der Nederlanden (1792-1849) | Willem II der Nederlanden (1792-1849) | Willem II der Nederlanden (1792-1849) | Willem II der Nederlanden (1792-1849) | Willem II der Nederlanden (1792-1849) |                                       |                                       | Frederik der Nederlanden (1797-1881)          | Frederik der Nederlanden (1797-1881)          | Frederik der Nederlanden (1797-1881)          | Frederik der Nederlanden (1797-1881)          | Frederik der Nederlanden (1797-1881)          | Frederik der Nederlanden (1797-1881)          |  |  | Paulina van Oranje-Nassau (1800-1806) | Paulina van Oranje-Nassau (1800-1806) | Paulina van Oranje-Nassau (1800-1806) | Paulina van Oranje-Nassau (1800-1806) | Paulina van Oranje-Nassau (1800-1806)      | Paulina van Oranje-Nassau (1800-1806)      |                                               |                                               | Marianne van Oranje-Nassau (1810-1883)        | Marianne van Oranje-Nassau (1810-1883)        | Marianne van Oranje-Nassau (1810-1883)        | Marianne van Oranje-Nassau (1810-1883)        | Marianne van Oranje-Nassau (1810-1883) | Marianne van Oranje-Nassau (1810-1883) |                                              |                                              |                                              |                                              |                                              |                                              |                                                      |                                                      |                                                      |                                                      |                                                      |                                                      |  |  |  |  |  |  |  |  |  |  |  |  |  |  |  |  |  |  |  |  |  |  |  |  |  |  |  |  |  |  |  |  |  |  |  |  |  |  |  |  |  |  |  |  |  |  |  |  |

## Trivia
- Het Frederikspark in de Nederlandse stad Haarlem is naar de prins vernoemd.

- Het Frederiksplein in Amsterdam is eveneens naar de prins genoemd. Ook al omdat hij een begunstiger was van het Paleis voor Volksvlijt dat hier tot 1929 gestaan heeft.